# 2022년 베이징 사통교 시위

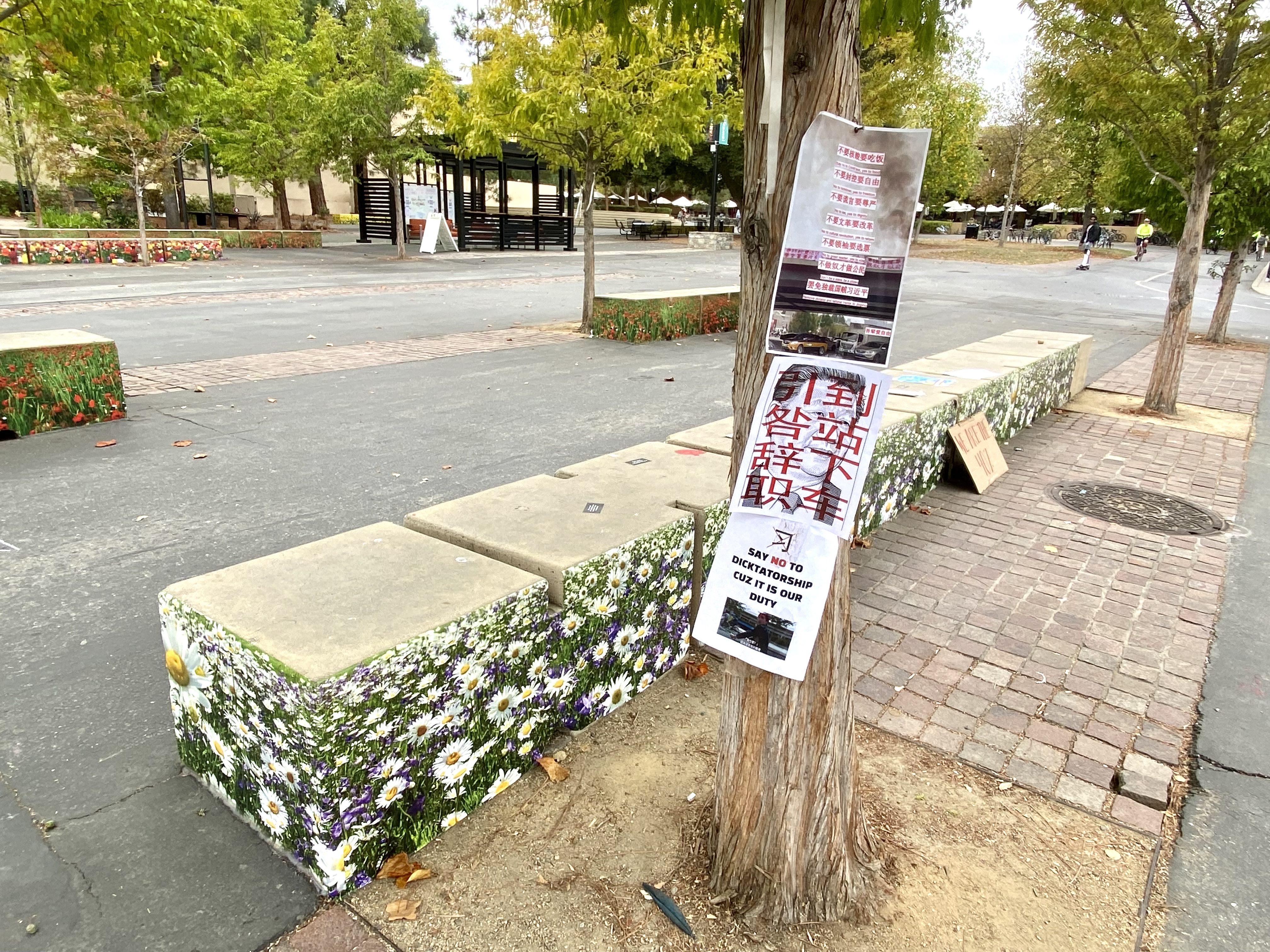

2022년 북경 사통교 시위(四通桥抗议)는 베이징시 하이뎬구 중관춘에 있는 육교인 사통교에서 2022년 10월 13일 일어난 시위다. 이 날은 중국공산당 제20차 전국대표대회 사흘 전이었다. 해당 시위를 일으킨 펑리파는 탱크맨에서 이름을 따와 브리지맨으로 불린다.
펑리파가 내건 현수막에는 다음과 같이 써있었다.
不要核酸要吃饭
不要封控要自由
不要谎言要尊严
不要文革要改革
不要领袖要选票
不做奴才做公民
핵산 검사는 필요 없고 음식이 필요하다.
봉쇄는 필요 없고 자유가 필요하다.
거짓말은 필요 없고 존엄이 필요하다.
문혁은 필요 없고 개혁이 필요하다.
지도자는 필요 없고 선거가 필요하다.
노예가 되지 말고 시민이 되자.